# Daniel (cantor)
José Daniel Camillo (Brotas, 9 de setembro de 1968), conhecido artisticamente como Daniel, é um cantor, compositor,  produtor musical, apresentador e ator brasileiro. Apelidado de "Príncipe" por conta de sua postura sempre atenciosa, educada e gentil com as pessoas, Daniel, ainda muito novo, aprendeu a tocar violão, e começou a fazer apresentações em festivais regionais de música sertaneja. Durante uma dessas apresentações, ele conheceu seu parceiro e amigo João Paulo, formando em 1980 a dupla João Paulo & Daniel. Em 1985, lançaram seu primeiro disco, Amor Sempre Amor, e contrataram um empresário profissional, que seria o responsável pelo salto na carreira. Alguns anos mais tarde, conseguiram alcançar o reconhecimento nacional com as músicas "Desejo de Amar", "Estou Apaixonado", versão para "Estoy Enamorado", da dupla Donato & Estefano e "Te Amo Cada Vez Mais", versão para "To Love You More", da cantora Céline Dion. Em 1997, João Paulo faleceu vítima de um acidente de carro.
No ano seguinte, o cantor seguiu carreira solo, lançando seu primeiro álbum, que levava o seu nome. Circulando com desenvoltura entre o sertanejo e o romantismo, Daniel se consolidou como uma das principais vozes do país, com sucessos como "Adoro Amar Você", "Declaração de Amor", "Quando o Coração Se Apaixona", entre muitos outros. Também realizou um sonho idealizado junto com João Paulo, gravou 4 álbuns compostos por clássicos da música sertaneja, contendo várias participações especiais, com o último, realizado com seu pai José Camillo.
Em paralelo à carreira musical, Daniel se aventurou na carreira de ator, com papéis nos filmes Xuxa Requebra (1999), Didi, o Cupido Trapalhão (2003), O Menino da Porteira (2009), e na novela Paraíso (2009). Também foi apresentador dos programas Planeta Xuxa (1998) e Amigos e Sucessos (1999), e técnico do talent show The Voice Brasil, entre 2012 e 2014, retornando ao posto no The Voice + em 2021. O cantor também fez várias participações especiais em outras novelas e programas. Atualmente, Daniel apresenta o programa Viver Sertanejo.
Reconhecido nacionalmente, durante a carreira vendeu mais de  15 milhões de discos (sendo 5 milhões em dupla com João Paulo e 10 milhões em carreira solo). Foi prestigiado em diversas ocasiões tanto em sua carreira solo quando enquanto membro da dupla João Paulo & Daniel, e seus prêmios incluem dois Grammy Latino, quatro prêmios Melhores do Ano, três Troféu Internet e um Troféu Imprensa.

## Vida pregressa
José Daniel Camillo, comumente conhecido como Daniel, nasceu no dia 9 de setembro de 1968, em Brotas, no interior de São Paulo, filho de José Sebastião Camillo, mais conhecido como Zé Camillo, e Maria Aparecida Cantador Camillo, sendo o terceiro dos 4 irmãos: Gilmar José Camillo, (que possui paralisia cerebral, consequência de um erro médico durante o parto), José Amaury Camillo e José Eduardo Camillo. Desde criança, Daniel já demonstrava paixão pela música, cantando para alegrar seu irmão mais velho, Gilmar. Aos 5 anos, ele aprendeu seus primeiros acordes e passava os seus dias gravando sua voz em um gravador portátil. Através de seu pai, Daniel aprendeu a separar a primeira da segunda voz com um conselho bem simples: tampar um dos ouvidos, com o tempo, ele conseguiu se firmar na sua própria voz. Aos 8, seu pai, percebendo a sua vocação, lhe deu um violão e um livro de cifras, e os dois passaram a cantar em praças e bares, além de participar do programa de rádio "Voz do Brasil", com José Camillo usando o pseudônimo de Teodoro.
Depois de ter sua música tocada em uma rádio da cidade, Daniel, com o incentivo de seus familiares, passou a participar de festivais de música sertaneja da região nos finais de semana, onde conheceu José Henrique dos Reis, o João Paulo. Inicialmente, eles eram rivais nas apresentações. Na época João Paulo alternava a parceria com seu irmão, Chico, na qual formavam a dupla José Nery e Nerinho, e com Mineiro, formando a dupla Mineiro e Nerinho. Já Daniel, por um curto período de tempo, fez dupla com Adão, depois passou a cantar sozinho. Quando João Paulo saiu da dupla, os dois se uniram e em 1980 começaram a fazer pequenos shows em circos e festivais, originalmente com o nome de José Nery e Daniel, e mais tarde, através de sugestões de amigos, como João Paulo & Daniel. Como novatos, eles não tinham espaço. Por se tratar de uma dupla formada por um branco e um negro, sentiram na pele o preconceito. Políticos apreciavam suas músicas nas rádios e decidiam contratá-los para shows, mas quase que invariavelmente, tudo era cancelado quando o candidato via os dois pessoalmente, dizendo que poderiam denegrir a imagem da administração da cidade.

## Carreira

### 1980–1997: João Paulo & Daniel

João Paulo durante o show Amigos em 1996.

Com o auxílio do cantor Paraíso, da dupla Mococa & Paraíso, a dupla foi apresentada a gravadora Chantecler, que os contratou, lançando em 1985 o seu primeiro álbum, intitulado Amor Sempre Amor, álbum bancado pelo próprio pai de Daniel. As músicas que mais se destacaram foram "Brincar de Esconder", "Caminhoneiro do Amor" e "Ninguém Prende Ninguém". A partir daí, a dupla começou uma busca intensa e incessante pelo sucesso, divulgando seu trabalho nas rádios e nas cidades do interior paulista. É durante esse trabalho que eles conheceram Hamilton Régis Policasto, que se ofereceu para ajudar a divulgar e vender os shows da dupla, tornando-se o empresário dela. Em 1987, lançaram seu segundo álbum, Planeta Coração, e os destaques ficaram por conta de "Paloma", versão em português para "La Paloma", de Julio Iglesias, e "Planeta Coração". Também começaram a participar de programas de auditório.
Porém, o mercado fonográfico nacional só começou mesmo a aceitar a dupla, que sofreu inclusive com o preconceito racial, em 1991, sendo o primeiro sucesso creditado a "Desejo de Amar", lançada em seu terceiro álbum, João Paulo & Daniel Vol. 3, originalmente lançado em 1989, canção que fez com que vendesse 90 mil cópias. Outros destaques foram "Aos Trancos e Barrancos" e "Pra Te Esquecer Não Dá". Em 1992, lançaram João Paulo & Daniel Vol. 4, e os maiores sucessos foram "Tá Faltando Amor", "Gosto de Hortelã" e "Fogo de Amor". No ano seguinte, lançaram João Paulo & Daniel Vol. 5, que teve como sucessos as canções "Só Dá Você na Minha Vida", "Rosto Molhado", "Malícia de Mulher" e "Te Cuida, Coração". Este foi o primeiro álbum da dupla a obter boas vendagens, mais tarde recebendo o disco de platina.
Em 1994, Daniel teve problemas em suas cordas vocais. O diagnóstico apontou que o cantor nasceu com uma das cordas vocais um pouco torta, um problema congênito. Quando havia sobrecarga, as cordas se chocavam uma com a outra e inchavam devido ao atrito. Com a ajuda da fonoaudiologia Sílvia Pinho, Daniel se recuperou, e descobriu que o fato dele conseguir cantar, mesmo com essa deficiência, é que a sua audição é quase perfeita, assim ele consegue colocar a sua voz na afinação certa para cantar. Ele é acompanhado por ela até hoje. O sexto álbum da dupla, João Paulo & Daniel Vol. 6, foi lançado em 9 de março de 1995 com os sucessos "Hoje Eu Sei", "Eu Me Amarrei", "Que Dure Para Sempre" e "Alguém", e rendeu a dupla um disco de platina duplo.
Com o lançamento de João Paulo & Daniel Vol. 7, em 26 de agosto de 1996, a dupla finalmente se consagrou. O álbum trazia a canção romântica "Estou Apaixonado", versão em português para "Estoy Enamorado", de Donato & Estefano, que estourou nas rádios e na TV, como tema da novela global Explode Coração, se tornando o maior sucesso da dupla. O sucesso dessa canção fez com que o álbum vendesse 500 mil cópias antes mesmo do seu lançamento, chegando a mais de 1 milhão, rendendo um disco de diamante. Outros sucessos foram "Minha Estrela Perdida", "Não Precisa Perdão" e "Com Qual Carícia", consolidando a dupla como uma das mais promissoras do país. No mesmo ano, outra canção da dupla entrou em uma trilha sonora de novela, desta vez foi a toada "Pirilume", em O Rei do Gado.
Em abril de 1997, a dupla lançou João Paulo & Daniel Vol. 8, que viria a ser o seu último trabalho, com sucessos já marcantes, como a canção "Te Amo Cada Vez Mais", versão em português para "To Love You More", de David Foster, gravado pela cantora Céline Dion, uma das baladas mais tocadas no ano de 1998 em rádios por todo o Brasil, além de "Muda" e "Ela Tem o Dom de Me Fazer Chorar". O álbum recebeu o disco de diamante.
Na madrugada do dia 12 de setembro, o destino, porém, separou os amigos no auge da carreira. João Paulo morreu carbonizado vítima de um acidente automobilístico na Rodovia dos Bandeirantes, viajando de São Paulo para a sua cidade natal, Brotas. Ficou constatado no segundo laudo que um estouro em um dos pneus levou à perda do controle do carro, que foi em direção ao canteiro central. O veículo capotou e acabou se incendiando. Um álbum póstumo, intitulado Ao Vivo, foi lançado em novembro de 1997, e trazia o registro de um show realizado pela dupla em Brotas no ano de 1995. O projeto rendeu o disco de diamante.

### Carreira solo

#### 1998–1999:DanieleVou Levando a Vida
Daniel ficou muito abalado com a morte de seu parceiro, em vários momentos chegou a cogitar parar de cantar. Mais com o apoio de seus familiares, amigos e fãs, seguiu em carreira solo, lançando em 3 de agosto do ano seguinte, seu primeiro trabalho, intitulado apenas de Daniel, trabalho ao qual lhe rendeu um disco de diamante e uma indicação ao Grammy Latino na categoria "Melhor Álbum de Música Sertaneja". Os destaques ficaram por conta de "Adoro Amar Você", "Declaração de Amor" e "Dengo". Com uma mistura do sertanejo tradicional e do romantismo, Daniel abocanhou novos fãs, além de manter os fiéis, os antigos e tradicionais sertanejos. No mesmo ano, apresentou o extinto programa Planeta Xuxa, durante a licença-maternidade de Xuxa.
Em 1999, fez uma ponta na novela Estrela de Fogo, na TV Bandeirantes, e uma participação especial na minissérie Chiquinha Gonzaga, da TV Globo, interpretando a canção "Lua Branca". Também apresentou o programa de estreia Amigos e Sucessos, na Rede Record. Em 3 de agosto, lançou seu segundo álbum de estúdio, intitulado Vou Levando a Vida, com os sucessos "Vai Dar Samba", "Vou Levando a Vida" e "Que Era Eu", conquistando um disco de diamante. No mesmo ano, o cantor entrou para o Guinness World Records ao bater o recorde de tempo dando autógrafos, foram 25 horas e mais de 9.500 autógrafos no total. Também fez par romântico com Xuxa no filme Xuxa Requebra, interpretando o personagem Felipe Macedo. O filme fez a maior bilheteria de um filme nacional na década de 90 no Brasil na primeira semana de exibição, sendo assistido por aproximadamente 2.074.461 espectadores e faturando mais de 8 milhões de reais para seus produtores, segundo a Ancine. Daniel fez sucesso na trilha sonora do filme com a canção "No Ponto Pra Mim".

#### 2000:Meu Reino EncantadoeQuando o Coração Se Apaixona
Em 19 de abril de 2000, estreou o projeto social Daniel Futebol Clube, projeto que durou nove anos, levando jogos beneficentes por todo o Brasil. Além deste projeto, desde 1999, o cantor é padrinho do projeto Teleton, e da AACD, que atende crianças portadoras de deficiência física. Também é presença marcante no Criança Esperança, e contribui com o Hospital do Câncer de Barretos ao participar da gravação do CD e DVD Direito de Viver em 2015, doando parte de seu cachê a instituição.
Em 5 de julho, lançou Meu Reino Encantado, seu terceiro álbum de estúdio. O projeto foi a realização de um sonho para o cantor. Desde a época da dupla João Paulo & Daniel, os dois amigos já tinham a vontade de gravar um disco com um repertório composto somente por músicas sertanejas, mas isso não foi possível. Porém, Daniel nunca desistiu do sonho da dupla. O projeto continha a participação de grandes nomes da música sertaneja como Milionário & José Rico, Chitãozinho & Xororó, Teodoro & Sampaio, entre muitos outros, além da participação do pai do próprio cantor, o seu Zé Camillo. O álbum lhe rendeu um disco de platina duplo.
O cantor também lançou a sua própria revista, A Turma do Dani, sendo voltada para os seus fãs, que acompanhava o seu dia-a-dia, shows, programas de televisão, etc. A revista foi publicada de 2000 a 2005 com 41 exemplares no total, sendo distribuída em eventos, shows e bancas de jornal, e chegou a ter cerca de 350 mil fãs cadastrados. Em 16 de novembro, lançou seu quarto álbum de estúdio, Quando o Coração Se Apaixona, com destaque para "Seus Beijos", "Quando o Coração Se Apaixona" e "Um Beijo Pra Me Enlouquecer". O projeto lhe rendeu um disco de platina triplo. Também recebeu o seu primeiro prêmio de Melhor do Ano.

#### 2001–2002:En Español,Ao VivoeUm Homem Apaixonado
Em maio de 2001, lançou seu quinto álbum de estúdio, En Español, gravado em Miami, nos Estados Unidos. No álbum, Daniel canta seus maiores sucessos na língua espanhola, como em "Hablando Claro", "Que Era Yo", "Declaración de Amor", "Mi Estrella Perdida", além de "Estoy Enamorado", versão original de seu maior sucesso. O projeto foi lançado em toda a América Latina, e vendeu cerca de 100 mil cópias.
Em 1º de outubro, lançou seu primeiro álbum ao vivo e primeiro DVD em carreira solo, denominado apenas de Ao Vivo, gravado em Olympia, São Paulo. O projeto conquistou dois disco de diamante (CD/DVD), e trazia diversos sucessos do cantor ao longo de sua carreira, além de canções de grande importância para Daniel como "Vinho Verde", de Paulo Alexandre, "Porto Solidão", de Jessé e "Paz do Meu Amor" de Luiz Vieira. No mesmo ano, fez sucesso na trilha sonora da novela Pícara Sonhadora, com a canção "Estou Apaixonado".
Em 2002, lançou seu sexto álbum de estúdio, Um Homem Apaixonado, projeto que lhe rendeu um disco de platina duplo e trazia os sucessos "Vida Minha", "Dá-Me, Dá-Me", versão em português para "Dame Dame", de Roberto Sorokin e Pablo Duchovny, e "Um Homem Apaixonado". Outro destaque foi a canção "Esperança", usada como tema de abertura alternativo da novela Esperança. No mesmo ano recebeu o seu segundo prêmio de Melhor do Ano.

#### 2003–2004:20 Anos de Carreira,Meu Reino Encantado IIeEm Qualquer Lugar do Mundo
Em 2003, lançou seu segundo álbum ao vivo e segundo DVD, 20 Anos de Carreira - Ao Vivo, gravado no ATL Music Hall, no Rio de Janeiro, conquistando discos de platina (CD) e diamante (DVD). Este projeto relembra diversos sucessos do cantor além de trazer músicas que fizeram sucesso na voz de outros cantores, como "Evidências", de Chitãozinho & Xororó, "Meu Bem Querer", de Djavan, "Amor I Love You", de Marisa Monte e "Um Dia de Domingo", de Tim Maia e Gal Costa.
Em 10 de outubro do mesmo ano, lançou Meu Reino Encantado II, seu sétimo álbum de estúdio. O projeto homenageia a dupla Tião Carreiro & Pardinho e também continha a participação de outros grandes cantores como Gino & Geno, Liu & Léu, Craveiro & Cravinho, Zico & Zeca, entre outros. O álbum lhe rendeu um disco de ouro.
Também co-estrelou o filme Didi, o Cupido Trapalhão ao lado de Renato Aragão e Jackeline Petkovic, interpretando o personagem Romeu. Em sua estreia, o filme foi o mais visto, barrando o hollywoodiano Hulk, de Ang Lee. Ao todo o filme teve em um mês cerca de 1.671.064 de bilheteria. Daniel se destacou na trilha sonora com as músicas "Um Coração em um Milhão" e "Pense Positivo", composta exclusivamente para o filme. Por fim, recebeu o seu primeiro Troféu Internet e o seu terceiro prêmio de Melhor do Ano.
Em 4 de julho de 2004, lançou seu oitavo álbum de estúdio, Em Qualquer Lugar do Mundo, com as canções "Jogado na Rua", que estreou em primeiro lugar nas rádios de todo o Brasil, "Querida", versão em português para "Herida", de Miriam Hernández, "Os Amantes" e "Memórias de Uma Paixão". Com ele, o cantor conquistou um disco de platina.

#### 2005–2007:Meu Reino Encantado III,Te Amo Cada Vez MaiseAmor Absoluto

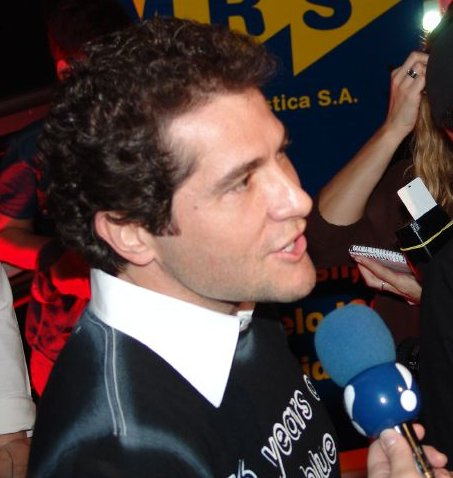
Daniel em 2005.

Em 2005, Daniel foi convidado pela novelista Glória Perez para uma participação na novela América. O cantor fez sucesso na trilha sonora da novela com a canção "Os Amantes". Em 25 de julho, lançou Meu Reino Encantado III, seu nono álbum de estúdio, trazendo a participação de Lourenço & Lourival, Moacyr Franco, Rio Negro & Solimões, Bruno & Marrone, entre outros. O álbum lhe rendeu um disco de ouro.
No dia 18 de novembro, lançou o seu terceiro álbum ao vivo e terceiro DVD, intitulado Te Amo Cada Vez Mais - Ao Vivo, gravado em Botucatu, São Paulo, na praça central ao lado da Igreja Matriz, e trazia vários de seus sucessos além de canções de outros artistas como "Quando Eu Quero Falar Com Deus", de Roberto Carlos e Erasmo Carlos, "Filho Adotivo", sucesso na voz de Sérgio Reis e "Eu Sem Você", composição de Rick. O projeto lhe rendeu discos de ouro (CD) e platina (DVD). Também recebeu o seu segundo Troféu Internet.
Em 25 de junho de 2006, o cantor sofreu um acidente de carro quando voltava de um show na festa do Peão de Boiadeiro em comemoração aos 100 anos da cidade de Salto de Pirapora, a 122 km de São Paulo. O acidente ocorreu por volta de 0h30m, na Rodovia João Leme dos Santos, a SP 264. Um Palio, com 3 pessoas, descontrolado, cruzou a pista e atingiu a Pajero prata onde estavam o cantor e o empresário Hamilton Régis Policastro. Dois dos três passageiros do Palio morreram. O cantor colocou pinos no ombro esquerdo por causa do acidente.
Em 14 de julho, lançou Amor Absoluto, seu décimo álbum de estúdio. Os sucessos ficaram por conta de "Quem Diria Hein!?", "Homem Maduro", "Amor Absoluto" e "Inexplicável". O álbum rendeu ao cantor uma indicação ao Grammy Latino na categoria "Melhor Álbum de Música Romântica". Em 29 de novembro, foi lançado o box set Meu Reino Encantado - A Coleção, contendo os três volumes do projeto Meu Reino Encantado, além de um CD bônus, intitulado Bailão do Daniel. Em 2007, recebeu o seu quarto prêmio de Melhor do Ano.

#### 2008–2009:Difícil Não Falar de AmoreO Menino da Porteira
Em 27 de maio de 2008, o cantor lançou seu décimo primeiro álbum de estúdio, Difícil Não Falar de Amor, produzido pelo cantor Rick, da dupla Rick & Renner. O projeto lhe rendeu um disco de platina e uma indicação ao Grammy Latino na categoria "Melhor Álbum de Música Romântica". Os sucesso ficaram por conta de "Difícil Não Falar de Amor", que entrou para a trilha sonora da novela A Favorita, "Metade com Metade", "Quase Louco", "Pra Sempre Te Amar" e "Amiga". No mesmo ano, recebeu o seu terceiro Troféu Internet e o prêmio Troféu Imprensa.

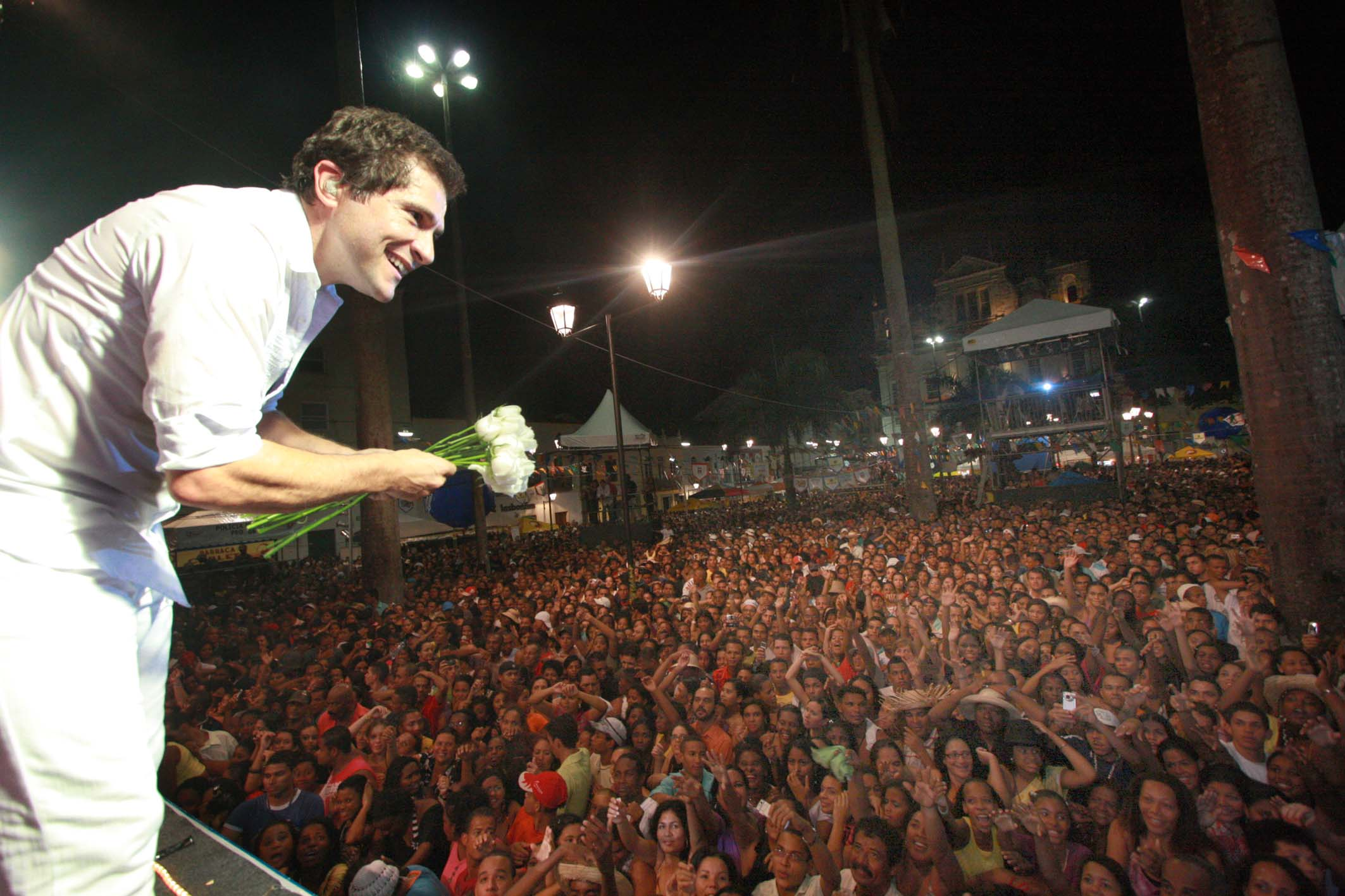
Daniel em 2009.

Em 2009, gravou o remake do filme O Menino da Porteira ao lado de Vanessa Giácomo, interpretando o peão Diogo Mendonça. No dia 24 de fevereiro, lançou As Músicas do Filme "O Menino da Porteira", seu décimo segundo álbum de estúdio, para a trilha sonora do filme. Em março, o Cine São José, prédio adquirido por Daniel em 2004, com a reforma iniciada em 2006, com todos os cuidados para se preservar ao máximo sua arquitetura original, foi reinaugurado em grande estilo com a pré-estreia nacional do filme, que levou mais de meio milhão de pessoas aos cinemas de todo o Brasil. Pela sua atuação, o cantor recebeu uma indicação ao prêmio VI Prêmio Fiesp\Sesi do Cinema Paulista na categoria "Melhor Ator". Com o álbum, Daniel conquistou o seu primeiro Grammy Latino, na categoria "Melhor Álbum de Músicas de Raízes Brasileiras", com destaque para as canções "O Menino da Porteira" e "Tocando em Frente".
No mesmo ano, a convite de Benedito Ruy Barbosa, o cantor aceitou interpretar o peão Zé Camillo (nome dado ao seu personagem em homenagem a seu pai) na novela Paraíso, seu primeiro papel em uma novela da Globo. Além da novela, participou do especial do cantor Roberto Carlos, interpretando as canções "Quando Eu Quero Falar Com Deus" e "Estou Apaixonado".
Em outubro, Daniel se envolveu em um assunto polêmico. Durante um show realizado em setembro no interior de São Paulo, o cantor puxou uma policial militar fardada para dançar, causando alvoroço do público. As imagens foram veiculadas na internet e, após a confusão, o cantor deu uma declaração publica se desculpando e dizendo que não imaginou o transtorno que iria causar para a PM. Porém a história não foi muito longe: o comandante da polícia militar da região deu uma entrevista após alguns dias afirmando que a policial não seria punida, pois não agiu de má fé.

#### 2010–2014:Raízes,Pra Ser Felize30 Anos - O Musical

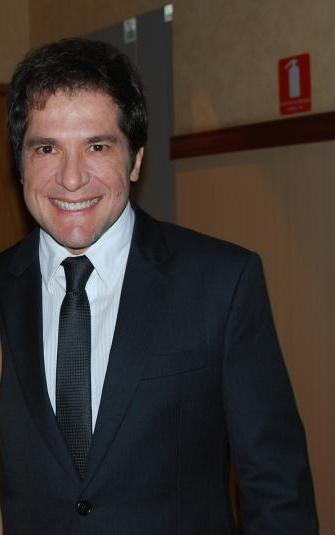
Daniel em 2010.

Em dezembro de 2009, Daniel desfez sua parceria com Hamilton Régis Policastro e passou a cuidar dos rumos de sua carreira com a "Daniel Promoções Artísticas em Brotas/SP". O cantor assinou contrato com a gravadora Som Livre e em 10 de abril de 2010, lançou Raízes, seu quarto álbum ao vivo e quarto DVD, gravado no teatro municipal de Paulínia, São Paulo. O projeto tem um estilo acústico, e resgata a simplicidade do sertão. O álbum recebeu um disco de ouro, e os sucessos ficaram por conta de "Tenho Que Sonhar", "Do Outro Lado do Rádio" e "Por Amor Vai Sofrer". No segundo semestre de 2010, Daniel emplacou a canção "Disparada" na trilha sonora da novela Araguaia, da Rede Globo, inclusive, a cantando em um dos capítulos da trama, no início do ano seguinte. Entre os dias 16 e 19 de dezembro, o cantor organizou o seu primeiro Cruzeiro, Navegando com Daniel, sendo um sucesso absoluto de vendas e crítica. Daniel também foi eleito o melhor cantor do ano, pelo portal Caras.
Em 2011, gravou "Se Eu Não Te Amasse Tanto Assim", composição de Herbert Vianna e Paulo Sérgio Valle, canção que foi divulgada apenas nas rádios. Em 5 de setembro, Daniel lançou Pra Ser Feliz, seu décimo terceiro álbum de estúdio, pela gravadora Sony Music. O álbum contém várias canções inéditas e algumas regravações de sucessos como "Do Fundo do Meu Coração", de Roberto Carlos, composta por ele em parceria com Erasmo Carlos, "Eu Amo Amar Você", "E Agora" e o sucesso "Tá no Coração", primeiro single deste trabalho. O álbum rendeu ao cantor uma indicação ao Grammy Latino na categoria "Melhor Álbum de Música Sertaneja". Em 2012, passou a ser jurado do The Voice Brasil, junto com Claudia Leitte, Carlinhos Brown e Lulu Santos. Daniel permaneceu no programa por três temporadas, deixando-o em 2015, sendo substituído por Michel Teló.
Em 25 de fevereiro de 2013 lançou a canção "Tantinho", de Carlinhos Brown. Ao conceder a canção, Brown permitiu que Daniel mudasse a letra e trocasse "Odara" e "Iara", que aparecem no refrão, por "Lara", nome de sua primogênita. No mesmo ano, a convite do diretor musical Mariozinho Rocha, gravou a canção "Maravida", tema de abertura da novela Amor à Vida, de autoria de Gonzaguinha. Em 16 de outubro, lançou 30 Anos - O Musical, seu quinto álbum ao vivo e quinto DVD, um musical que retrata a sua trajetória. O projeto movimentou a cena do teatro musical, sendo referência de produção por contar com grandes nomes do gênero do Brasil - a proposta teve boa recepção da crítica e do público. Com ele, o cantor conquistou um disco de ouro.
Em 21 de abril de 2014, Daniel lançou a canção "Meu Mundo e Nada Mais", regravada em parceria com Guilherme Arantes. Em 8 de julho, lançou seu primeiro EP, 30 Anos - O Musical, que trazia canções lançadas anteriormente pelo cantor, como "Fale um Pouco de Você" e "Estou Apaixonado" com a participação da cantora mexicana Thalía. No dia 26 de agosto, Daniel lançou um livro autobiográfico intitulado Daniel - Minha Estrada, pela editora Benvirá, durante a Bienal Internacional do Livro, em Anhembi, São Paulo. A venda do livro foi revertida para as Apaes do Brasil.

#### 2015–2018:In Concert em BrotaseDaniel

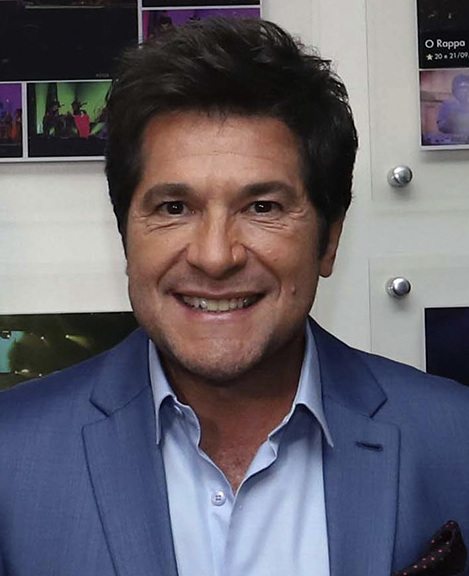
Daniel em 2018.

Em 2015, gravou a canção "O Que o Ouro Não Arruma", composição de Mario Zan, para a trilha sonora da novela Êta Mundo Bom!. Em 15 de outubro, Daniel realizou um sonho profissional, cantou ao lado de Andrea Bocelli, durante uma apresentação no Santuário Nacional de Aparecida. No dia 23 do mesmo mês, lançou In Concert em Brotas, seu sexto álbum ao vivo e sexto DVD, gravado no Cine São José, em Brotas, sua cidade natal, através da gravadora Universal Music. O projeto contou com a participação de diversos artistas como: Carlinhos Brown, Roberto Leal, Renato Teixeira, Sérgio Reis e Rick Sollo, e seu repertório é composto por grandes clássicos da música brasileira como "Apenas Mais Uma de Amor", que entrou para a trilha sonora da novela Belaventura, e "Toda Forma de Amor", de Lulu Santos, "Chuvas de Verão", de Caetano Veloso, "Manhãs de Setembro", da Vanusa, entre outras. O álbum recebeu dois discos de ouro. No mesmo ano, lançou o Instituto José Daniel, um instituto assistencial que oferece aulas de dança, música, teatro e esportes para os moradores de Brotas, com a pretensão de melhorar a vida dos moradores da cidade.
No dia 24 de maio de 2016, Daniel foi eleito o melhor cantor solo da música sertaneja da atualidade, através de uma votação realizada no site Conceito Sertanejo, recebendo 38,9% dos votos. Em 24 de julho, o cantor participou do revezamento da Tocha Olímpica em São Paulo. Depois de um hiato sem gravar músicas inéditas, o cantor inovou e convidou o produtor musical Dudu Borges para a produção de Daniel, seu décimo quarto álbum de estúdio, lançado em 16 de setembro. Novos sucessos impulsionaram o cantor nas rádios, como "Inevitavelmente", "Amores Seletivos", "Desandou" e "Discurso Ensaiado", com a participação de Luan Santana. Posteriormente, em 16 de novembro, o projeto foi lançado em DVD, o sétimo de sua carreira, contendo as imagens de sua gravação. Com o álbum, Daniel conquistou um disco de ouro e o seu segundo Grammy Latino, na categoria "Melhor Álbum de Música Sertaneja".
Em 24 de fevereiro de 2018, Daniel foi homenageado com uma estátua de cera no Memorial da Devoção, espaço presente no Museu de Cera do Santuário Nacional em Aparecida, inclusive, visitando a imagem em 28 de março. A estátua foi feita em reconhecimento a devoção do cantor por Nossa Senhora Aparecida.

#### 2019–2021:Show Homenagem a Nossa Senhora AparecidaeDaniel em Casa
A partir de 2019, o cantor passou a realizar seus projetos de forma independente, através da Daniel Promoções Artísticas Ltda., com distribuição da ONErpm. Em 19 de fevereiro, Daniel lançou o documentário Daniel: 30 Anos na Estrada, que conta a sua trajetória. Com direção de Jeremias Moreira, o média-metragem mostra os primeiros passos do cantor em direção à música, a parceria com João Paulo, as dificuldades antes da fama, a tragédia com a perda do amigo e companheiro de dupla, a consolidação da carreira solo, entre outros temas.

Em 8 de março, o cantor lançou a música "Casava de Novo", que, posteriormente, foi adicionada a trilha sonora da novela Ouro Verde. Em 11 de junho, lançou seu próprio aplicativo de celular, Daniel App, com o intuito de deixá-lo mais próximo de seus fãs. Através do aplicativo, se tem acesso direto a conteúdos exclusivos e promoções, transmissões ao vivo de ensaios e lives, além de shows com o cantor. No dia 13 de outubro, lançou Show Homenagem a Nossa Senhora Aparecida, seu sétimo álbum ao vivo e oitavo DVD. Gravado durante o encerramento da Festa da Padroeira em Aparecida, no interior de São Paulo, o projeto teve como sucesso as canções "Raridade", de Anderson Freire, e "A Paz (Heal the World)", gravada em parceria com o trio canadense The Melisizwe Brothers. Em 18 de outubro, lançou a música '"Além da Vida".

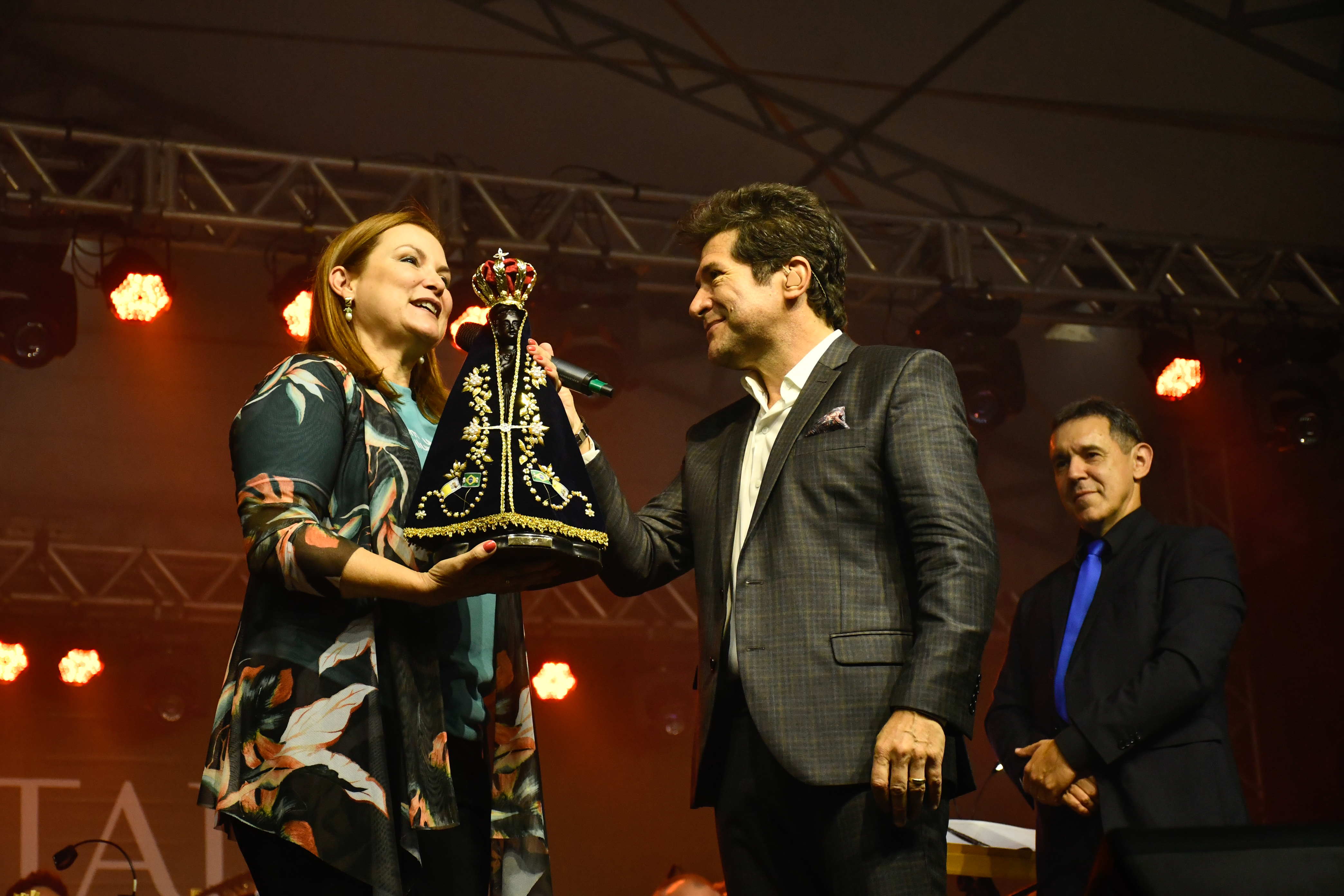
Daniel em dezembro de 2019.

Em setembro de 2019, Daniel gravou 3 músicas inéditas nos estúdios East West Recording, em Los Angeles, nos Estados Unidos, através do produtor Moogie Canazio: a primeira música, "Você Não Vai Me Encontrar", versão em português para "Ya No Me Vas Encontrar", foi lançada em 20 de março de 2020, a segunda, "Tudo na Vida Passa", em 24 de abril, e por fim, a terceira, "Eu Não Te Amo", em 18 de setembro. No dia 13 de novembro, lançou a canção "Te Trago à Tona". Em 3 de dezembro, o cantor recebeu o prêmio Gente Rara.
Em 17 de janeiro de 2021, o cantor voltou a ser técnico no programa The Voice +, edição dedicada a participantes com mais de 60 anos, juntamente com Cláudia Leitte, Mumuzinho e Ludmilla. No dia 21 de janeiro, lançou a canção "Amei Uma Vez Só". Em 26 de março, lançou seu segundo EP, Daniel em Casa. O projeto se trata de uma compilação de seus mais recentes lançamentos, com direito a faixa bônus "Anjo", versão em português para "Angel", um dueto com o cantor cubano Jon Secada. O álbum rendeu uma indicação ao Grammy Latino, na categoria "Melhor Álbum de Música Sertaneja". No dia 10 de dezembro, lançou a canção "Tempo".

#### 2022–2023:Meu Reino Encantado - De Pai pra Filho,Duas VozeseCelebra João Paulo & Daniel
Em 16 de janeiro de 2022, por conta do surto de COVID-19 nos estúdios do The Voice +, Daniel, juntamente com Mumuzinho, tiveram de deixar o programa, sendo substituídos por Carlinhos Brown e Toni Garrido. No dia 5 de julho, lançou a canção "Viva o Nosso Amor", que, posteriormente, foi adicionada a trilha sonora da novela Pantanal. Em 1º de agosto, fez uma participação na novela Carinha de Anjo.

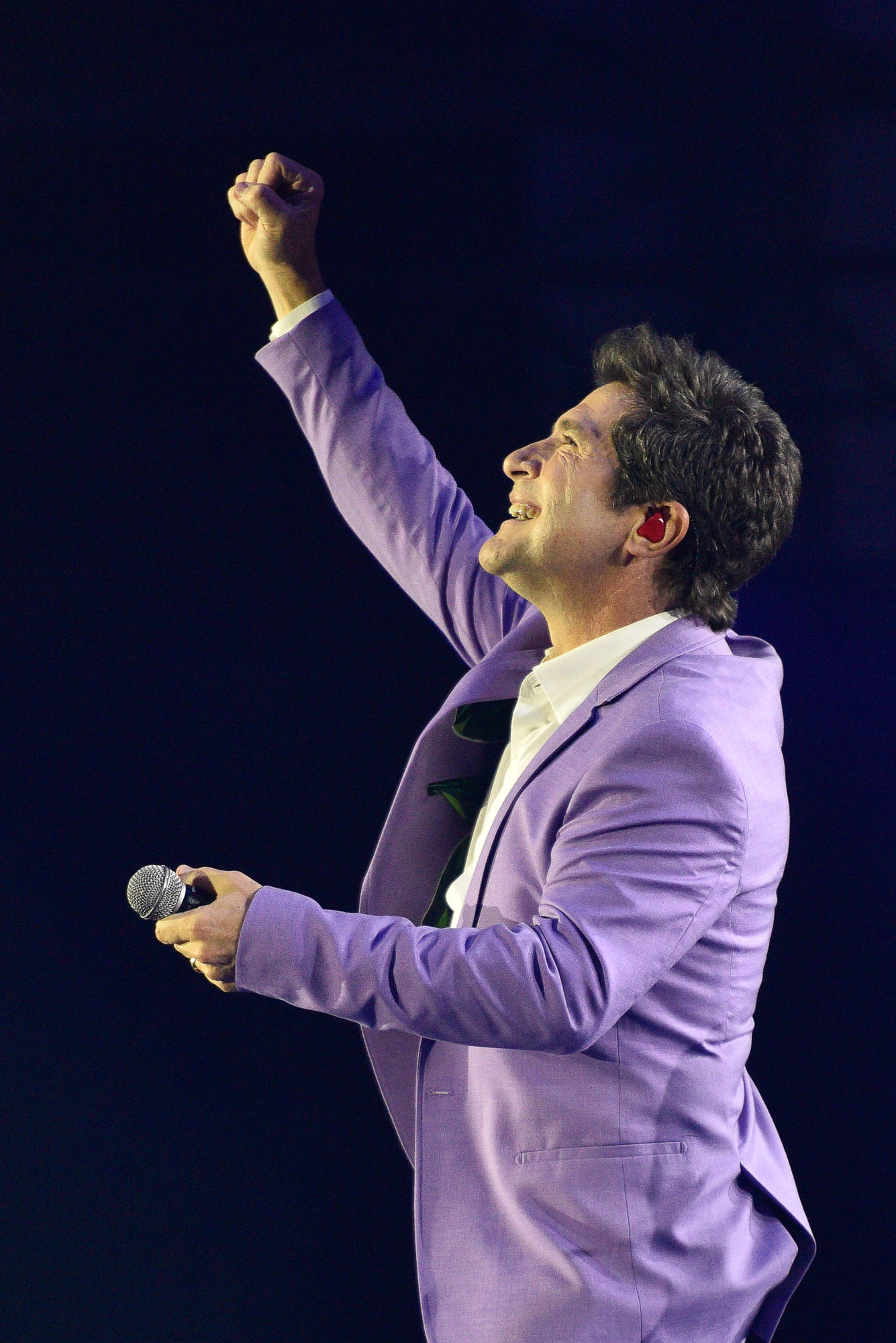
Daniel na Celebração do Bicentenário da Independência do Brasil e reabertura do Museu do Ipiranga, em São Paulo, no feriado de 7 de Setembro em 2022.

Em 2 de setembro, lançou Meu Reino Encantado - De Pai pra Filho, seu décimo quinto álbum de estúdio e nono DVD, gravado em parceria com seu pai José Camillo. No mês dos pais, agosto, o cantor lançou este projeto especial e relembrou canções que marcaram a história de ambos. A partir do dia 5, todas as terças e sextas, sempre pelo seu canal oficial do YouTube, foram disponibilizadas gravações de Daniel com o pai, que posteriormente ganharam também as plataformas musicais. Foram oito episódios, com duração entre 8 e 20 minutos cada, repletos de histórias e muitas canções que celebram a música raiz e o que pai e filho já viveram juntos ao longo dos anos, além da música inédita "Sou Seu Fã", feita especialmente para esse projeto.
No dia 9 do mesmo mês, o cantor deu início as suas comemorações de 40 anos de carreira com o projeto Duas Vozes, que vai trazer os hits da carreira do cantor com parcerias inesperadas. Cada música vai ser cantada pelo Daniel e um artista convidado, tudo com uma roupagem musical diferente. Além das 10 músicas lançadas, o projeto vai contar com clipes e também um conteúdo exclusivo chamado Duas Vozes e uma conversa, em que Daniel e os artistas convidados conversam sobre suas histórias. Os artistas participantes foram Vitor Kley, Seu Jorge, sua filha Lara, Priscila Alcântara, Iza e Duda Beat, que entrou para a trilha sonora da novela Fuzuê.
Entre os dias 15 e 18 de dezembro, o cantor realizou um cruzeiro temático, o MSC Fantasia, com o embarque e desembarque no Terminal de Passageiros do Porto de Santos, em São Paulo. O cruzeiro "Navio Daniel 40 Anos de História - Um Mar de Amor" contou com diversas opções de entretenimento, além das participações especiais de Roupa Nova, Zé Neto & Cristiano, José Augusto, Maurício Manieri, Jon Secada, Fábio Jr. e Luccas Fernandes. No dia 21 do mesmo mês, Daniel gravou no Vibra em São Paulo, 40 Anos - Celebra João Paulo & Daniel, seu oitavo álbum ao vivo e décimo DVD, com a participação de 20 artistas. O álbum foi lançado em 12 de maio de 2023, sendo uma homenagem ao seu falecido parceiro João Paulo, e recebeu uma indicação ao Grammy Latino, na categoria Melhor Álbum de Música Sertaneja.
Em 2 de julho, o cantor retomou os lançamentos do projeto Duas Vozes com a cantora Gloria Groove. Em 7 de agosto, lançou "Amor Que Atravessa o Tempo", uma parceria com a empresa de sandálias Cartago. Composta por Elisa Gatti, a canção foi feita em homenagem aos Dia dos Pais. Entre os dias 8 e 11 de dezembro, o cantor realizou a segunda edição do cruseiro, agora com participação de Fábio Jr., Bruno & Marrone, Paula Fernandes, Péricles, Maurício Manieri, Jon Secada e The Gipsy.

#### 2024–presente:Viver Sertanejo
Em setembro de 2024, Daniel realizou o Caminho da Fé. Em 28 de outubro, assinou um contrato de exclusividade com a Believe Music Brasil. Em 3 de novembro, cantou o Hino Nacional no GP de São Paulo de Fórmula 1. No dia 5, lançou o EP Minhas Canções, em parceria com o cantor e compositor Peninha. Em 15 de dezembro, Daniel deu início ao Viver Sertanejo, programa onde recebe diversos artistas em sua fazenda em Brotas, contando suas histórias e cantando seus maiores sucessos.

## Trabalhos paralelos

### ProjetoDaniel Futebol Clube
O projeto social Daniel Futebol Clube, fundado em Botucatu em 19 de abril de 2000, através da iniciativa do cantor Daniel e do empresário Hamilton Régis Policastro, cruzava o Brasil realizando partidas amistosas onde a renda era revertida para entidades assistenciais do município que realizava o evento. A equipe, formada pelo cantor e seus amigos, esteve em atividade entre 2000 e 2009 e conquistou números impressionantes. Foram 164 partidas, 133 vitórias, 18 empates e 13 derrotas. Daniel é torcedor do São Paulo.
| Duração                   | De outubro de 2000 á novembro de 2009 |
| ------------------------- | ------------------------------------- |
| Partidas                  | 164                                   |
| Vitórias                  | 133                                   |
| Empates                   | 18                                    |
| Derrotas                  | 13                                    |
| Arrecadação em bilheteria |                                       |
| Entidades beneficiadas    | 650                                   |
| Bilheteria                | R$ 3,8 milhões                        |
| Alimentos                 | 2,750 toneladas                       |
| Cobertores                | 16.000                                |
| Bolsas de sangue          | 500                                   |

### ProjetoMeninas Grandes
Em 24 de setembro de 2021, o cantor lançou em seu canal no YouTube a música-tema do projeto Meninas Grandes, o primeiro de suas filhas, Lara e Luiza. Ele consiste em 4 episódios que trazem um recorte biográfico da infância de quatro mulheres, homenageadas com uma camada de magia e encantamento. Os episódios são roteirizados por Marcela Monteiro, e cada um possui uma música própria, todas compostas por Elisa Gatti. O primeiro episódio é sobre a apresentadora Ana Maria Braga, com a música "Acorda Menina"; o segundo, sobre a ginasta Daiane dos Santos, com a música "Menina Passarinha"; o terceiro é sobre a atriz Fernanda Montenegro, com a música "A Vida é um Palco, Menina"; e o quarto, e último episódio, é sobre a cantora Ivete Sangalo, com a música "Menina Que Incendeia", que contou com a participação de Sangalo.

### Carreira na televisão e cinema
Em 1999, estreou como ator interpretando Felipe Macedo no filme Xuxa Requebra, contracenando com as apresentadoras e cantoras Xuxa e Elke Maravilha. Em seguida, no ano de 2003, interpretou Romeu em Didi, o Cupido Trapalhão, obra do comediante Renato Aragão. Três anos depois, estrelou no filme O Menino da Porteira (2009), no papéu de Diogo Mendonça. No mesmo ano, participou da telenovela Paraíso, interpretando Zé Camillo.
Como apresentador, estreou no Planeta Xuxa (1998), quando substituiu a apresentadora, que estava em licença-maternidade. Em seguida apresentou o Amigos e Sucessos no ano seguinte. Entre 2012 e 2014, foi técnico no The Voice Brasil, tendo participado das três primeiras temporadas. Foi jurado também na primeira temporada do The Voice + (2021) e desde 2024 apresenta o Viver Sertanejo, um talk show musical produzido pela TV Globo.
Figurou como participação especial em Estrela de Fogo (1999), Chiquinha Gonzaga (1999), América (2005), A Turma do Didi (2008), Araguaia (2011), Aventuras do Didi (2012) e Carinha de Anjo (2017), além de ter apresentado o especial Daniel: 30 Anos na Estrada (2019).

## Vida pessoal
Em 1999, Daniel conheceu Aline de Pádua. Na época, ela era uma das bailarinas de seu show, e pouco tempo depois eles iniciaram o namoro. No dia 27 de novembro de 2009, nasceu a primeira filha do cantor, Lara. O cantor e sua esposa oficializaram o matrimônio em 12 de maio de 2010, em uma cerimônia fechada em Jundiaí, cidade natal de Aline, no interior de São Paulo. Em 9 de janeiro de 2012, nasceu sua segunda filha, Luiza.
No dia 18 de março de 2019, Daniel, inspirado pela canção "Casava de Novo", fez uma cerimônia surpresa, em Miami, nos Estados Unidos, renovando seus votos com Aline. Sua terceira filha, Olívia, nasceu em 28 de janeiro de 2022. No dia 1° de abril de 2023, sua mãe, Maria Aparecida, morreu aos 81 anos por causas não reveladas. Daniel é católico e devoto de Nossa Senhora Aparecida.

## Discografia

### João Paulo & Daniel
- Amor Sempre Amor (1985)

- Planeta Coração (1987)

- João Paulo & Daniel Vol. 3 (1989)

- João Paulo & Daniel Vol. 4 (1992)

- João Paulo & Daniel Vol. 5 (1993)

- João Paulo & Daniel Vol. 6 (1995)

- João Paulo & Daniel Vol. 7 (1996)

- João Paulo & Daniel Vol. 8 (1997)

### Carreira solo
- Daniel (1998)

- Vou Levando a Vida (1999)

- Meu Reino Encantado (2000)

- Quando o Coração Se Apaixona (2000)

- En Español (2001)

- Um Homem Apaixonado (2002)

- Meu Reino Encantado II (2003)

- Em Qualquer Lugar do Mundo (2004)

- Meu Reino Encantado III (2005)

- Amor Absoluto (2006)

- Difícil Não Falar de Amor (2008)

- As Músicas do Filme "O Menino da Porteira" (2009)

- Pra Ser Feliz (2011)

- Daniel (2016)

- Meu Reino Encantado - De Pai pra Filho (2022)

- Duas Vozes (2022)

## Filmografia
| Televisão     | Televisão                  | Televisão     |
| Ano           | Título                     | Papel         |
| ------------- | -------------------------- | ------------- |
| 1998          | Planeta Xuxa               | Apresentador  |
| 1999          | Estrela de Fogo            | Ele mesmo     |
| 1999          | Chiquinha Gonzaga          | Ele mesmo     |
| 1999          | Amigos e Sucessos          | Apresentador  |
| 2005          | América                    | Ele mesmo     |
| 2008          | A Turma do Didi            | Ele mesmo     |
| 2009          | Paraíso                    | Zé Camillo    |
| 2011          | Araguaia                   | Ele mesmo     |
| 2012          | Aventuras do Didi          | Ele mesmo     |
| 2012–2014     | The Voice Brasil           | Técnico (1-3) |
| 2017          | Carinha de Anjo            | Ele mesmo     |
| 2019          | Daniel: 30 Anos na Estrada | Ele mesmo     |
| 2021          | The Voice +                | Técnico       |
| 2024–presente | Viver Sertanejo            | Apresentador  |

| Cinema | Cinema                   | Cinema         |
| Ano    | Título                   | Papel          |
| ------ | ------------------------ | -------------- |
| 1999   | Xuxa Requebra            | Felipe Macedo  |
| 2003   | Didi, o Cupido Trapalhão | Romeu          |
| 2009   | O Menino da Porteira     | Diogo Mendonça |